# Імперія Гана
15°40′00″ пн. ш. 8°00′00″ зх. д. / 15.66666667° пн. ш. 8° зх. д.
Га́на (інакше Ваґаду́ — Гана-Ваґаду — раньофеодальна держава у історичній області Західний Судан (Західна Африка), що існувала з IV до початку ХІІІ століть на території південної частини сучасної Мавританії, на заході Малі і частково на сході Сенегалу. 
У період свого розквіту, власне період Ваґаду, вона була середньовічною імперією народу сонінке,  першим за часом централізованим державним об'єднанням у Західному Судані.

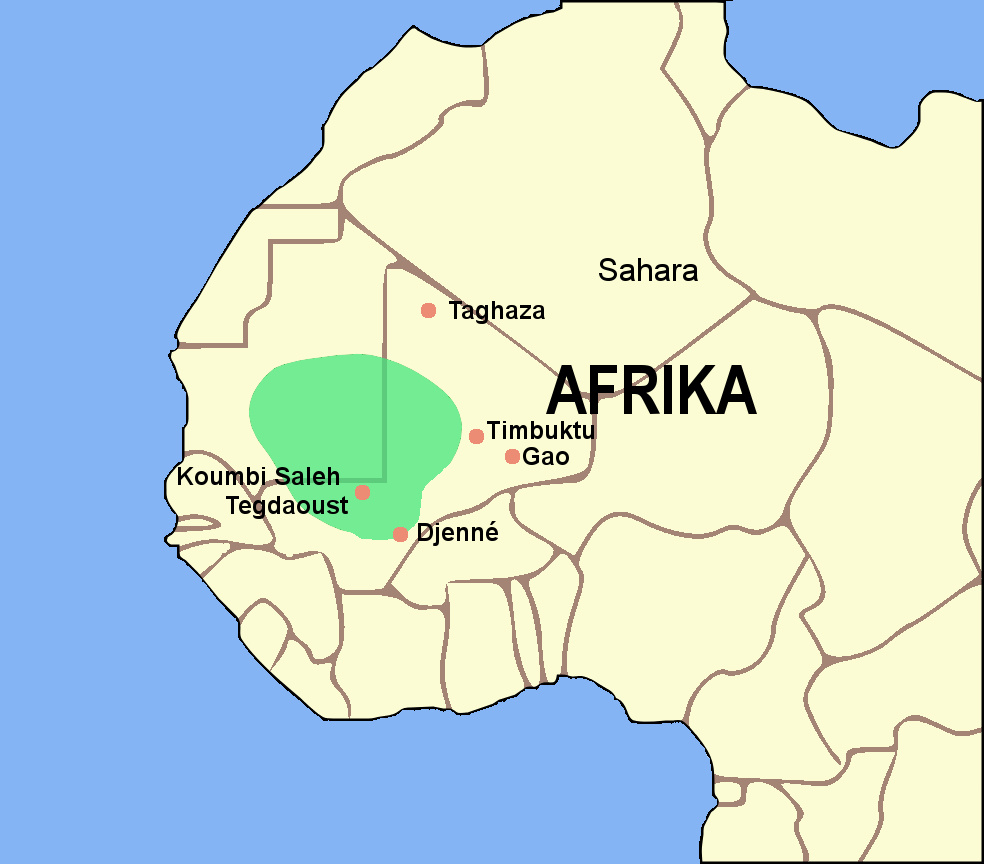
Імперія Ваґаду -Гана у «сонінкський» період розквіту

## Гана-Ваґаду. Етимологія назви. Джерела
Ваґаду — це назва племінного союзу сонінке, за якою називали всю державу як сонінке, так і решта народів регіону. Етимологія Ваґаду — із словосполучення мовою сонінке waga + dou. Ду (dou) — слово, спільне для багатьох мов манде, означає «земля, країна», друге слово вага (waga) перекладається як «пастух», тобто Вагаду — Країна пастухів.
У літературі, за традицією, започаткованою описами арабських мандрівників, Імперія Ваґаду відома під назвою Гана — за титулом правителя (імператора) держави Ваґаду.
Відомості про державне об'єднання народу сонінке Ваґаду́ містяться у поодиноких письмових джерелах, зокрема, у дорожніх нотатках арабських мандрівників. Кордовський схоласт ХІ століття Аль-Бакрі звів ці розрізнені дані воєдино і зробив детальний опис Імперії Гана у 1067 році. Цінні відомості про Ваґаду зберігає також усна традиція сонінке і сусідніх народів регіону.

## Історія держави Гана

### Досонінкський період і передумови створення Імперії Гана (IV — VIII століття)
На раньому етапі свого існування держава Гана була міцним міжплемінним берберським союзом Авкар, що контролював увесь регіон. Втім, багато дослідників не поділяють точку зору, що Імперія Гана - пряма наступниця Авкару, і схильні виводити початок держави Гана-Вагаду з середини VIII століття, тобто з часу активізіції сонінке. Проте, достеменно відомо, що вже щонайменше за століття до цього Авкар роз'їдали внутрішні чвари, а на його чолі поперемінно стояли різноетничні династії.
Ймовірно, що основними підставами до централізації влади наприкінці першого тисячоліття у Західному Судані були пожвавлення міжплемінної і зокрема транссахарської торгівлі та відносне економічне піднесення, чому в свою чергу сприяли використання верблюдів і відсутність до часу іноземних колонізаторів. 
Правителі Авкару
- Король Кайя Маджа (Kaya Maja) — бл. 350 рік, засновник міжплемінного слюзу берберів.
- наступні 21 король, чиї імена не збереглися — період правління 350 - 554 роки, берберські правителі
- наступні 21 (?) король, чиї імена також не збереглися або міфологізовані — період правління 554 - 750 роки, різноетнічні династії правителів, першим з яких був Уггеад. Близько 712 року берберську династію змінює серерська на чолі із Самму Фофана.

### Розквіт Імперії сонінке Гана-Ваґаду (бл. 750 — 1076 роки)
Утворення централізованої держави та її пануюче становище по відношенню до решти народів регіону пов'язане з народом сонінке. 
За усними переказами сонінке своє походження вони виводять з півночі, території сучасної Алжирської Сахари. Не пізніше 2-ї половини VII століття сонінке мігрують на територію сучасної Мавританії, де засновують міцний племінний союз Ваґаду (зараз ця місцевість у Мавританії має назву Ваґадуґу. Таку ж назву має й столиця Буркіна-Фасо - Уагадугу), що власне і стає початком піднесення сонінке.
У VIII столітті Ваґаду являє вже достатню потугу, щоб вести війни з сусідніми раньофеодальними державами Західного Судану. Приблизно у 790 році воїни сонінке на чолі з правителем Ваґаду Каямаґою встановлюють контроль над Авкаром, поваливши серерську династію його правителів. 
Сонінке засновують нову столицю імперії — Кумбі (сучасне містечко Кумбі-Сале біля міста Ніоро у Малі) і контролюють увесь регіон упродовж майже трьох століть. У цей час сонінке значно вплинули на навколишні народи-сусіди, що перш за все, відбилося у запозиченні останніми лексики, звичаїв і управлінської практики сонінке. 
Хоча падіння власне Вагаду усні перекази сонінке пояснюють у фантастичний спосіб, насправді причина повалення Гани більш ніж реальна — 1076 (1077 ?) року держава (тоді панував Тунка Манін) впала під натиском Альморавідів - берберської династії правителів Марокко. Відтоді сонінке розселилися дисперсно на території регіону, але навіть через десятки й сотні років у середовищі сонінке відчутними були й залишаються імперські традиції, що полягає в багатій «імперській» усній традиції, шануванні керівних родів, збереженні соціальної організації тощо.

### Пізня Гана (кін. ХІ - поч. ХІІІ століть)
Втім вже в середині 1080-х років місцева знать виганяє з Вагаду загарбників- Альморавідів, відновивши державу, відому як Сосо. Оскільки її володарі також носили титул гана, то ця держава відома як Пізня Гана.
На початку ХІІІ століття правителі Малі, однієї з південних частин Гани, поширили владу на всю країну, утворивши нову централізовану державу.

## Управління і соціальна організація у Ваґаду-Гані
Саме струнка і чітка організація управління та значний рівень централізації влади дають змогу говорити про Ваґаду як середньовічну імперію народа сонінке.
Імперією сонінке управляв правитель, влада якого проте не була всеосяжною. Його повноваження обмежувалися знаттю сонінке. Знать — радники правителя, являла собою подобу державного апарату, адже між окремими її представниками чітко розподілялися обов'язки та права у сфері адміністрування, податків, судочинства тощо. Місцеві влада і суди суворо контролювалися «імперськими». Питання війни і миру мали право ухалювати лише правитель і його радники.
Соціальна організація імперії сонінке є взірцем феодально-аристократичного суспільства з ознаками рабовласництва, якому притаманний чіткий ієрархічний поділ його членів згідно з походженням. Усі сонінке поділялися на три великих соціальних класа — найвищий — вільні чоловіки хоро (hooro), клас залежних ремісників нахамалла (naxamala) та раби комо (komo), які в свою чергу поділялися на окремі касти.
Тільки хоро були повністю вільними членами суспільства. Вони — це правителі, що мали право карати і чинити суд. Серед хооро виділялася каста тункалемму (tunnkalemmu) — принців. Саме їм належало перейняти владу від батьків — лише з їх числа обирався король сонінке. Наступною за тункалемму була каста їхніх радників манґу (mangu), яким належало завдання у вирішенні суперечок між хооро — вільними чоловіками, а під час війни управління військом, що складалося з наступної касти вільних чоловіків — воїнів куралемме (kuralemme). Останній клас виник, ймовірно, вже після падіння імперії — модіну (modinu) або «священики», що пов'язано з поширенням ісламу серед сонінке".